# Okroug de Zakataly
1859–1917
Entités suivantes :
- Gouvernement de Zakataly

L’okroug de Zakataly (en russe : Закатальский округ) est un arrondissement (okroug) de l'Empire russe qui exista de 1859 à 1917. Son centre administratif était la ville de Zakataly (aujourd'hui Zaqatala au nord-ouest de l'Azerbaïdjan).

## Géographie
L'okroug de Zakataly correspond essentiellement aux raions azéris de Balakən, Zaqatala et Qax et se trouve sur le flanc sud du grand Caucase. Il était limitrophe au nord de l'oblast du Daghestan, au sud et à l'est du gouvernement d'Elisavetpol et à l'ouest du gouvernement de Tiflis.

## Subdivisions administratives
L’okroug comportait quatre subdivisions : Aliabad, Kakh, Bielokansk et Djaromoukhan.

## Population
En 1897 l'okroug était peuplé à 37,6 % d'Avars, à 34,4 % d'Azéris et à 14,7 % de Géorgiens.